# Cryptembia caprilesi
Cryptembia caprilesi is een insectensoort uit de familie Anisembiidae, die tot de orde webspinners (Embioptera) behoort. De soort komt voor in Venezuela.
Cryptembia caprilesi is voor het eerst wetenschappelijk beschreven door Ross in 2003.